# Saurbæjarháls
Saurbæjarháls är en ås i republiken Island. Den ligger i regionen Västlandet, 30 km norr om huvudstaden Reykjavík.